# Akari (télescope spatial)
Pour les articles homonymes, voir Akari.
ASTRO-F, anciennement IRIS pour InfraRed Imaging Surveyor puis renommé Akari après son lancement, est un télescope spatial infrarouge développé par l'Agence d'exploration aérospatiale japonaise (JAXA). Il est lancé depuis la base d'Uchinoura le 21 février 2006 à 21 h 28 TU par un lanceur M-V et placé en orbite polaire héliosynchrone. Son but scientifique est de faire des observations astronomiques dans les domaines de l'infrarouge proche, moyen et lointain, dans des bandes spectrales semblables à ISO et Spitzer (en particulier à 70 et 160 μm). Le télescope remplit tous ses objectifs et cesse ses observations en juin 2011 à la suite de la panne de son système d'alimentation électrique.

## Objectifs scientifiques
Les objectifs scientifiques sont :
- L'observation des protogalaxies pour étudier leur évolution.
- L'observation des pouponnières d’étoiles pour étudier le processus de naissance des étoiles.
- L'étude de l'évolution des étoiles et des cycles de matière dans l'Univers.
- L'étude des disques protoplanétaires.
- La détection de comètes.

## Caractéristiques
Le satellite, d'une masse de 955 kg, a la forme d'un cylindre long de 3,2 mètres pour un diamètre de 1,9 mètre et deux panneaux solaires d'une envergure totale de 5,5 mètres. La charge utile est constituée d'un télescope Ritchey-Chrétien ayant une ouverture de 68,5 cm pour une focale de 420 cm. Il comprend dans son plan focal deux instruments maintenus à une température de 7 kelvins par 170 litres d'hélium liquide pour une durée estimée à 550 jours. Ces instruments sont un capteur fonctionnant dans l'infrarouge lointain (FIS) et une caméra fonctionnant en proche et moyen infrarouge (IRC).
Son orbite polaire quasi circulaire rend difficile un mode pointé long comme ceux possibles sur ISO, Spitzer ou Herschel. Bien que le mode standard soit un balayage du ciel (on espère faire un balayage complet du ciel dans des bandes centrées sur 70 et 180 μm), ce télescope peut faire des observations pointées (quelques minutes par orbite).

## Déroulement de la mission
Akari est lancé depuis la base de lancement d'Uchinoura le 21 février 2006 par un lanceur à propergol solide M-V avec un pico-satellite de 3,6 kg développé par l'université de technologie de Tokyo baptisé Cute 1.7. Il est placé en orbite polaire héliosynchrone de 569,9 × 694,5 km avec une inclinaison de 98,2° parcourue en 96,6 minutes. Durant les vérifications postérieures à la mise en orbite, on découvre que les senseurs solaires se comportent de manière anormale et une mise à jour du logiciel est téléchargée pour corriger le problème. Le 16 avril, le télescope est mis en fonction.
En août 2007, l'hélium s'est complètement évaporé mais les observations continuent avec l'instrument observant le proche infrarouge qui peut fonctionner à des températures plus élevées.
Le 22 mai 2011, le système qui restitue l'énergie stockée dans les accumulateurs tombe en panne et le télescope se trouve privé d'énergie à chaque fois qu'il survole la face nocturne de la Terre. Les tentatives postérieures de remise en marche du système d'alimentation électrique échouent et le satellite est désactivé le 24 novembre 2011 après avoir fonctionné durant plus de 3 ans.

## Résultats scientifiques
Parmi les résultats scientifiques obtenus :
- La réalisation d'un catalogue complet des sources infrarouges trois fois plus riche que celui couramment utilisé et réalisé à partir des observations d'IRAS.
- Des images particulièrement détaillées d'une pouponnière d'étoiles (nébuleuse IC 1396) dans la constellation de Céphée.
- L'observation dans sept longueurs d'onde du cycle de formation de trois générations d'étoiles dans la nébuleuse IC 4954/4955 située dans la constellation Vulpecula.
- Les images de la mort de la géante rouge U Hydrae.
- Les premières images du Grand Nuage de Magellan dans certaines parties du spectre électromagnétique.
- La première détection dans l'infrarouge d'un rémanent de supernova.
- Les observations effectuées confirment qu'une phase de formation intense d'étoiles s'étendant sur plusieurs milliards d'années s'est achevée il y a plus de 6 milliards d'années.